# Sauerfleisch

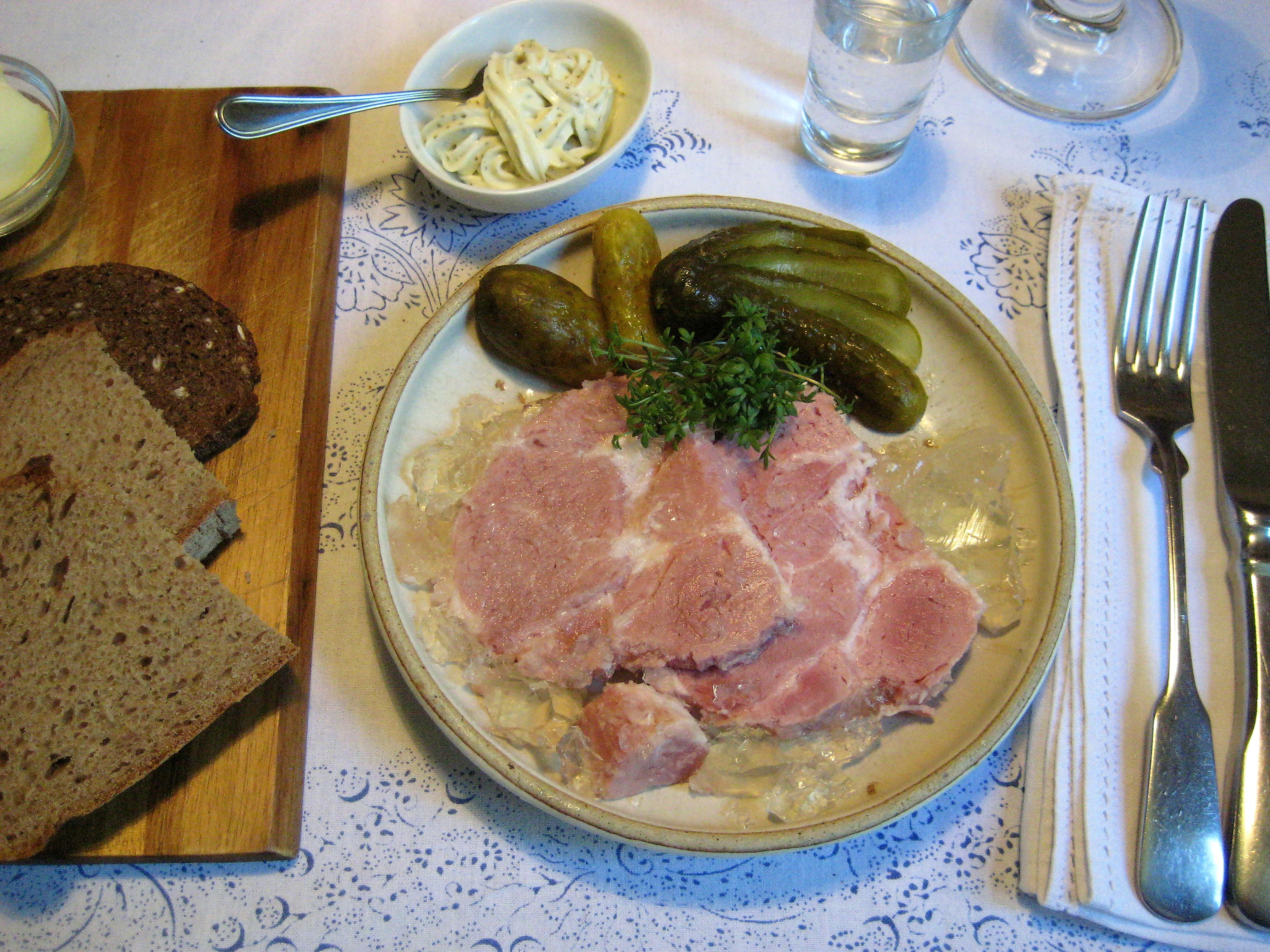
Sauerfleisch

Sauerfleisch ist ein Gericht aus Schweinefleisch der deutschen und österreichischen Küche.

## Begriff
Der Name leitet sich vom sauren bzw. säuerlichen Geschmack des Gerichts ab, der durch die Zugabe von Essig oder Weißwein erzielt wird. Der Name Sülzfleisch leitet sich wie Sülze vom  althochdeutschen sulza, „Salzwasser“ ab. In Österreich bezeichnet man das Gericht auch als Tellerfleisch.

## Zubereitung
Für das Gericht verwendet man durchwachsenes Schweinefleisch mit einem hohen Anteil an Fett und Bindegewebe. Üblich ist Schweinebauch, Schweinenacken, Eisbein und Spitzbein. Gelegentlich wird auch anderes Fleisch dafür verwendet. Traditionell war dies ein Schlachtgericht, mit dem unmittelbar nach der Schlachtung Fleisch für eine gewisse Zeit konserviert wurde.
Dieses wird in einer Mischung aus Brühe bzw. Wasser und Essig gekocht und anschließend gemeinsam mit dieser gekühlt. Durch das gelöste Kollagen geliert dabei die Flüssigkeit, und das Gericht wird schnittfest.
Als Gewürze werden Salz, Zucker, Gewürznelke, Lorbeer, Piment und Senfsaat verwendet. Teilweise werden Gemüsezwiebeln und Wurzelgemüse hinzugefügt. Das Fleisch wird gemeinsam mit dem umgebenen Gelee in Scheiben geschnitten und mit Bratkartoffeln oder Kartoffelsalat angerichtet. Dazu verzehrt man typischerweise Remoulade. Als Tellerfleisch schneidet man das gekochte Fleisch in Scheiben, zerkleinert das Gemüse und legt es in tiefe Teller oder flache Schüsseln portionsweise zum Erstarren.

## Varianten
Teils anzutreffende Bezeichnungen wie zum Beispiel Fränkisches Sauerfleisch verweisen meist nur auf die Region der Herstellung, aber nicht auf eine regionale Variante. Es gibt nur wenige regionale Variationen mit abweichenden Zutaten und/oder Zubereitungsarten, zu den bekannteren gehören:
- Holsteiner Sauerfleisch wird in der Regel in Gläsern gelagert und ist lange haltbar. Früher wurde es nach dem Garen eingeweckt; inzwischen kommen das fertig gegarte und zerteilte Fleisch und die gewürzte Marinade direkt in Twist-off-Gläser mit Schraubverschluss. Holsteiner Sauerfleisch „reift im Glas nach“, indem die Säure des für die Marinade traditionell verwendeten Weißweinessigs das Bindegewebe (weiter) zersetzt und das Fleisch „besonders zart und mürbe“ macht. Es gilt sowohl als Spezialität der Schleswig-Holsteiner Küche als auch als traditionelles norddeutsches Sommergericht.[1]
- Rheinisches Rinder-Sauerfleisch in Aspik wird im Unterschied zum „normalen“ Sauerfleisch aus magerem, grob zerkleinerten Rindfleisch hergestellt; zudem werden Apfelringe und Korinthen zur Marinade hinzugefügt. Der Kochsud wird mit Gelatine geliert und erstarrt so zu schnittfestem Aspik.

## Ähnliche Gerichte
- Für Sülze zerkleinert man das Fleisch vor dem Erstarren.
- Für Aspikgerichte gart man die Zutaten getrennt und übergießt sie mit dem Aspik.
- Erkaltet wird Sauerfleisch wie Sülzwurst verwendet, ist jedoch meist temperaturempfindlicher.
- Frühstücksfleisch wird ohne Zugabe von Flüssigkeiten zubereitet.